# Jan Stenberg
Jan Gustaf Stenberg, född 28 juli 1939 i Engelbrekts församling, Stockholm, död 13 januari 2015 i Oscars församling, Stockholm, var en svensk jurist och företagsledare.
Stenberg tog juris kandidatexamen vid Stockholms universitet 1964, och började 1967 vid Ericsson där han slutligen blev vice verkställande direktör. Åren 1994 till 2001 var han verkställande direktör för SAS. Han har därefter haft ett antal styrelseuppdrag i olika företag.
Han promoverades till filosofie hedersdoktor vid Mittuniversitetet år 2010.
Jan Stenberg avled i januari 2015.